# Jan Komínek (Handballspieler)
Jan Komínek (geboren am 20. Juli 1981 in Gottwaldov) ist ein tschechischer ehemaliger Handballtorwart.

## Karriere
Komínek begann das Handballspielen in seiner Geburtsstadt Gottwaldov, die seit 1990 wieder Zlín heißt. In der A-Jugend spielte er in Brünn. Mit seinem dortigen Verein wurde er tschechischer Meister und lief für die Junioren-Nationalmannschaft auf. Von 2006 bis 2007 spielte er in Griechenland bei Panellinios Athen und von 2009 bis 2011 bei PAOK Thessaloniki. Insgesamt wurde er dreimal griechischer Meister. Von 2011 bis 2012 stand er in Ungarn bei Pler KC Budapest unter Vertrag. Anschließend wechselte Jan Komínek nach Deutschland. Dort war er von 2012 bis 2016 beim HC Empor Rostock in der 2. Bundesliga aktiv. Von 2016 an spielte er in der 3. Liga, zunächst beim Verein Mecklenburger Stiere Schwerin. Er wechselte zur Saison 2020/2021 zum MTV Braunschweig und von dort zum Beginn der Saison 2021/2022 zum Stralsunder HV. Nach der Spielzeit 2021/2022 in Stralsund verließ er den Verein wieder und schloss sich dem Viertligisten SG Uni Greifswald/Loitz an. In der Saison 2023/24 läuft Komínek für den Drittligisten HC Empor Rostock auf. Anschließend beendete er seine Karriere.
Jan Komínek nahm mit einigen Vereinen auch an internationalen Wettbewerben teil. In der EHF Champions League spielte er mit Panellinios Athen (Saison 2006/2007) und mit PAOK Thessaloniki (Saison 2009/2010). Im Europapokal der Pokalsieger startete er mit Panellinios Athen in der Spielzeit 2006/2007 und mit Pler KC Budapest in der Spielzeit 2011/2012. Im EHF-Pokal war er mit PAOK Thessaloniki in der Spielzeit 2010/2011 aktiv.

## Privates
Er studierte Pädagogik (Sport, Geographie) und ist mittlerweile Sportlehrer in Dargun. Seine Mutter war Handball-Nationalspielerin für die UdSSR.